# 埃格利德
埃格利德是伊朗的城市，位於該國南部札格羅斯山脈東南部，由法爾斯省負責管轄，距離首府設拉子175公里，海拔高度2,300米，2006年人口49,709。

## 外部連結
- （页面存档备份，存于）
- （页面存档备份，存于）